# Alférez del rey
El alférez del pendón real o alférez del rey era un magistrado de alta categoría que llevaba antiguamente el pendón o estandarte real en las batallas a las que asistía personalmente el rey, cuyo ejército mandaba en ausencia suya como general en jefe. 
En virtud de la calidad que le incumbía de justicia mayor de la corte, estaba obligado a lo siguiente:
- Defender y acrecentar el reino.
- Hacer venir a reto y demandar al que perdiese o menoscabase los heredamientos, villas, castillos u otras pertenencias del rey.
- Juzgar a las personas de distinción que delinquiesen.
- Pedir merced al rey por los que fuesen acusados sin culpa.
- Decidir los pleitos que ocurriesen entre aquellos por razón de deudas pero sin poder imponer pena de muerte o pérdida de miembro.

Tenía mesa en el palacio real y le pertenecía por Pascua florida la copa de oro o plata en que el rey hubiese usado en aquellos días y además un caballo de valor de cien maravedises de oro. Gozaba también de la prerrogativa de firmar en lugar preferente y confiar las donaciones y privilegios reales.

## Etimología
Alférez es un cargo militar derivado del árabe "al faris" que significa jinete o caballero. En la tradición marcial árabe, la función del "al faris" se relaciona con la ostentación del pendón o estandarte real durante las batallas.